# Паста молліката
Паста молліката (італ. Pasta mollicata — паста з сухарями) — це традиційна страва регіону Базиліката, яку готують на всьому півдні Італії. У порівнянні з іншими рецептами пасти, це вважається «бідною стравою» (італ. la cucina povera), оскільки готується не так багато інгредієнтів.

## Приготування
Пасту молліката зазвичай готують, обсмажуючи нарізану цибулю (попередньо змочену в червоному вині) на сковороді з оливковою олією першого віджиму та трохи сала. Потім до суміші додається нарізаний помідор і вариться на сильному вогні кілька хвилин. Після цього додається трохи черствого хліба, подрібненого в крихту, і каструля залишається на сильному вогні приблизно на 15 хвилин. Зливши солону пасту і обсмаживши її з невеликою кількістю сиру качіорікотта, страву приправляють ще свіжою качіорікоттою, олією та трохи гострого перцю.

## Сезонні варіації
Паста молліката, як і інші «бідні страви», має багато сезонних варіацій. Особливі варіанти приготування включають заміну цибулі на свіжу цибулю-порей. Також існують варіанти, в яких до основної приправи додають подрібнені горіхи та/або свіжі гриби.

## Див.також
- Різновиди пасти